# Lordomyrma bhutanensis
Lordomyrma bhutanensis (=Stenamma bhutanensis) (лат.) — вид мелких муравьёв рода Lordomyrma из подсемейства Myrmicinae (Formicidae). Южная Азия: Бутан, Китай, Непал.

## Описание
Мелкие муравьи, длина около 3 мм. Усики 12-члениковые с 3-члениковой булавой. Общая окраска тела от коричневого до красновато-коричневого цвета, ноги и усики более светлые — желтовато-коричневые. Соотношение ширины головы к её длине (головной индекс; CI=HW/HL × 100) — 86—87. Соотношение длины головы к длине скапуса усика (индекс скапуса; SI=HL/SL × 100) — 113—118. Стебелёк между грудкой и брюшком состоит из двух сегментов (петиоль + постпетиоль). 
Вид был впервые описан в 1977 году швейцарским мирмекологом Ч. Барони-Урбани (C. Baroni Urbani; Швейцария) под первоначальным названием Stenamma bhutanense  Baroni Urbani, 1977. В 2009 году таксон был перенесён в состав рода Lordomyrma. Видовое название дано по имени страны (Бутан), где была обнаружена типовая серия.